# Allerton, West Yorkshire
Allerton är en ort i distriktet Bradford, i grevskapet West Yorkshire, i England. Allerton var en civil parish från 1866 till 1898 då den blev en del av Bradford. Denna civil parish hade 3 916 invånare år 1891. Byn nämndes i Domedagsboken (Domesday Book) år 1086, och kallades då Alreton.